# Betty Ross
Betty Ross est un personnage de fiction appartenant à l'univers Marvel de la maison d'édition Marvel Comics. Créé par le scénariste Stan Lee et le dessinateur Jack Kirby, elle apparaît pour la première fois dans le comic book Incredible Hulk #1 en 1962.

## Biographie du personnage
Betty Ross est à l'origine la fiancée de Bruce Banner. Elle apparaît dans The Incredible Hulk #1. Elle est aussi la fille du général Thunderbolt Ross qui dirige la base où va être testée la première bombe Gamma. Le départ de Banner après sa métamorphose en Hulk va les séparer mais elle apparaît couramment dans la série, son destin étant lié à celui de Banner. Elle épouse d'ailleurs celui-ci et apprend sa double identité.
Durant la saga Fall of the Hulks, elle reçoit les pouvoirs du Hulk Rouge et elle prend l'identité de "Miss Hulk Rouge".

## Apparitions dans d'autres médias

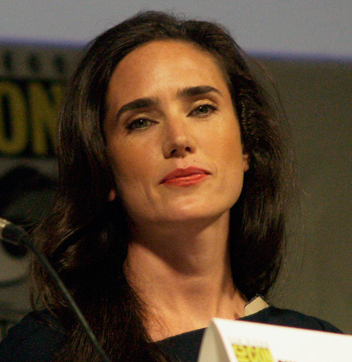
Jennifer Connelly incarne Betty Ross dans Hulk (2003)

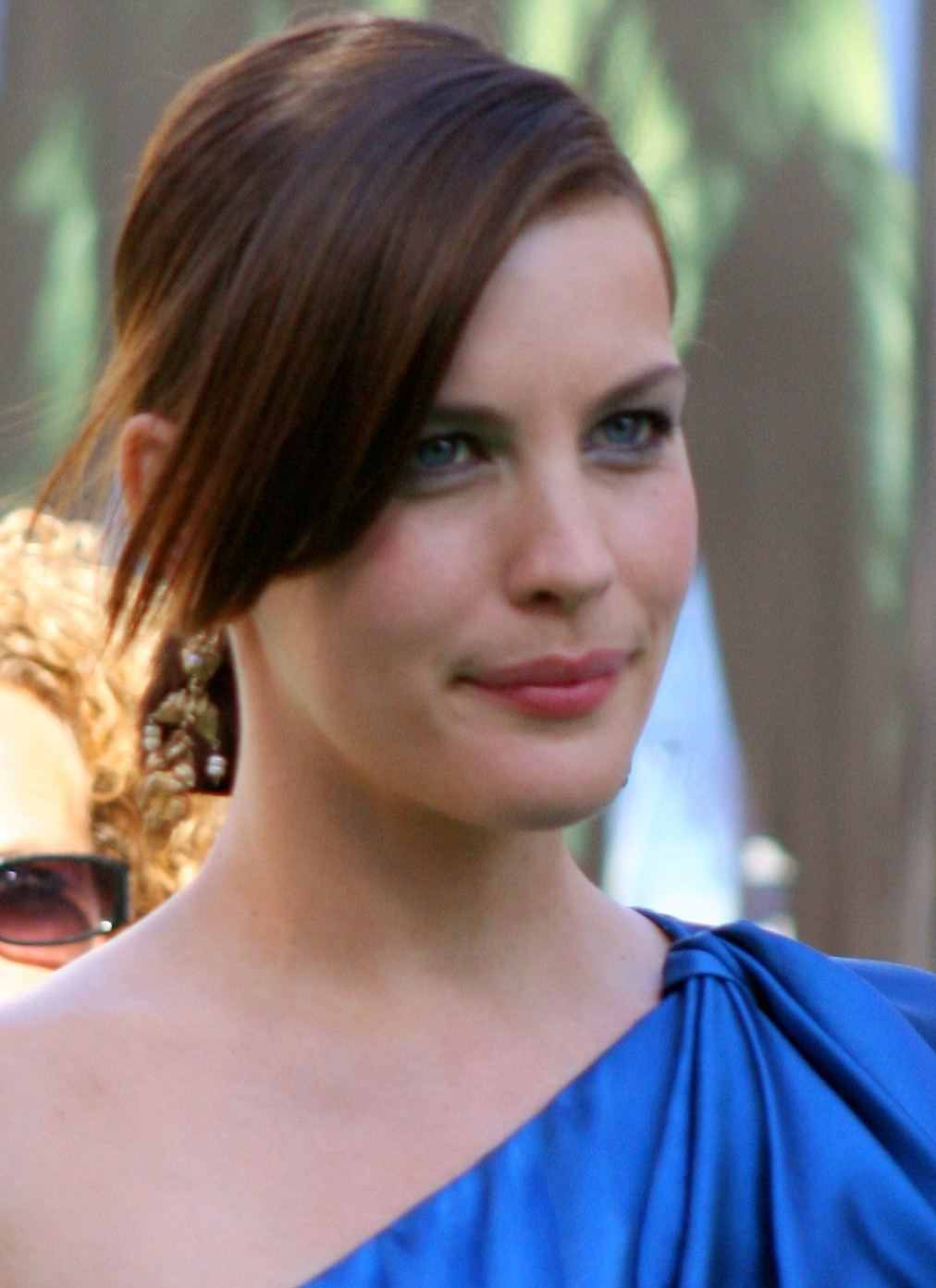
Liv Tyler incarne Betty Ross dans L'Incroyable Hulk (2008)

Sauf indication contraire, les informations mentionnées dans cette section peuvent être confirmées par la base de données cinématographiques IMDb,  présente dans la section « Liens externes ».

### Films
Animation
- 2006 : Ultimate Avengers
- 2006 : Ultimate Avengers 2

Interprétée par Jennifer Connelly
- 2003 : Hulk réalisé par Ang Lee

Interprétée par Liv Tyler dans l'univers cinématographique Marvel
- 2008 : L'Incroyable Hulk réalisé par Louis Leterrier
- 2024 : Captain America: Brave New World réalisé par Julius Onah